# Michel Etcheverry
Michel Etcheverry född 16 december 1919 i Saint-Jean-de-Luz död 30 mars 1999 i Paris, fransk skådespelare.

## Filmografi (urval)
- 1995 - En fransk kvinna
- 1969 - Vintergatan
- 1968 - Tittaren
- 1966 - Brinner Paris?
- 1965 - Le Tigre se parfume à la dynamite
- 1960 - De bestialiska
- 1958 - Farlig lek
- 1956 - Häxan
- 1954 - La tour de Nesle